# Старогрозненское газонефтяное месторождение
Старогрозненское — газонефтяное месторождение в России. Расположено в Чечне, в 10 км к юго-западу от г. Грозный. Нефтегазоносность связана с отложениями неогенового и мелового возрастов. Запасы нефти 0,1 млрд тонн. Плотность нефти составляет 0,850 г/см3 или 34° API. Содержание серы составляет 0,2 %. Содержание парафина составляет 0,9 %. Год ввода в разработку нижнего мела - 1973.  Год ввода в разработку верхнего мела - 1964.
Газонефтяное месторождение относится к Северо-Кавказской нефтегазоносной провинции.
Оператором месторождения является российская нефтяная компания Роснефть.